# Maragià

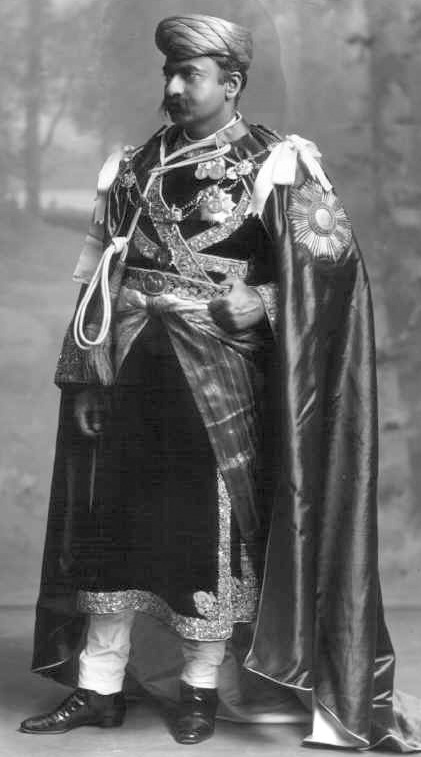
Il maharaja thakore shri sir Bhagwant Singhji Sagramji Sahib Bahadur, di Gondal.

Il maragià, meno comunemente maragia (in sanscrito महाराज, mahārāja, AFI: [mɐɦaːˈraːɟɐ], lett. "grande re"),  è l'antico titolo utilizzato per i sovrani indiani. L'equivalente femminile è Maharani (o Marani, Maharanee, Maranee, Mahārājñī), titolo riservato alla moglie di un maragià o a una donna al vertice dello Stato. La vedova di un maragià è conosciuta come Rajamata.

## Etimologia
Il termine deriva dal sanscrito mahārajā, composto da mahat (महत्), «grande», e rājan (राजन्), «re». Entrambi i termini hanno origine indoeuropea: mahat (महत्) deriva dal proto-indoeuropeo *meĝḥ₂, da cui derivano anche il greco antico mégas (μέγας) e il latino magnus, entrambi dello stesso significato; rājan (राजन्) è imparentato con il latino rex, all'accusativo rēgem «re». Il termine è stato acquisito in molte lingue indiane, non necessariamente indoeuropee, come ad esempio in tamil.

## Storia
Si pensa che i primi a fregiarsi del titolo siano stati tra l'VIII e il IX secolo i sovrani buddhisti della dinastia Sailendra di Giava, dove si era diffusa la cultura indiana già da qualche secolo. In seguito i maharaja Sailendra furono espulsi da Giava e continuarono a regnare a Srivijaya, regno basato sulla penisola malese e a Sumatra.
In India il termine in origine fu attribuito soltanto ai re che controllavano grandi regioni, ma dal Medioevo venne usato anche dai sovrani di piccoli territori, che si proclamavano discendenti degli antichi maharaja. In un secondo tempo si diffuse l'usanza dei grandi signori feudali di fregiarsi di tale titolo per dimostrare la propria autonomia dalla famiglia regnante. Il termine veniva ancora adottato dai nobili indiani anche sotto la dominazione britannica (detta Raj britannico), seppur con un valore puramente sociale vista la perdita del potere politico.
Tra le altre regioni del Sud-est asiatico in cui il titolo venne adottato vi furono l'arcipelago delle Filippine e il Borneo (Sultanato di Sulu), e la Thailandia (regni di Sukhothai, Ayutthaya e Rattanakosin).

## Riti
Il rajā celebrava il rajāsūya, un rito di consacrazione del sovrano che, fra l'altro, gli ricordava che anche se egli fosse diventato il re più potente e la sua ascesa inarrestabile, Mṛtyu, il dio della morte, era sempre presente e doveva essere propiziato; era necessario posticipare al massimo l'«ultimo scalino», mantenere la regalità con preghiere, incantesimi e consegnare al re l'amuleto di legno di Palāśa – Butea monosperma – come quello che un tempo apparteneva agli dei, per assicurargli la lealtà dei vassalli e dei sudditi.